# Хрисан Цанков
Хрисан Цолов Цанков е български драматичен и оперетен режисьор.

## Биография
Роден е на 15 март 1890 г. в Оряхово в семейството на богат търговец. Негови по-големи братя са политикът проф. Александър Цанков, Асен Цанков, деец на БРСДП (ш.с.), и търговецът Петър Цанков.
За разлика от братята си, Хрисан Цанков не се интересува от политика, а още като студент се увлича по театъра. Прави своя актьорски дебют през 1910 г. в Русенския театър, тогава ръководен от Роза Попова. През 1911 г. заминава да учи театрално изкуство в Москва, но се връща, за да се запише доброволец в Балканската война. Сражава се на фронта, по-късно завършва школата за запасни офицери в Княжево, участва в Първата световна война.
Драматически ученик е в Народния театър. През 1918 г. завършва право в Софийския университет. Следи театралния живот и е театрален наблюдател на в. „Заря“. При гастрол в София на Иван Шмит се запознава с него и е поканен в Берлин, където през 1921 г. е приет в театралната студия на знаменития Макс Райнхард като асистент-режисьор. Остава там до 1924 г., до заминаването на Райнхард за САЩ.
Завръща се в България през 1924 г. и, с прекъсвания, до 1944 г. е артистичен секретар, драматург и режисьор в Народния театър. През 1937 г. за кратко е преподавател по актьорско майсторство и режисура в школата при Народния театър, а през 1943 – 1944 г. – в Държавната театрална школа. Прави авангардни за българската сцена постановки и според театрални критици полага основите на модерния театър в България. Сред тях са „Кориолан“ на Шекспир (декори на Макс Мецгер), „Кавказкият тебеширен кръг“ на Кабунд (декори на Иван Пенков), „Андрокъл и лъвът“ на Бърнард Шоу, „Опиянение“ на Август Стриндберг.
След Деветосептемврийския преврат е отстранен от работата си в Народния театър, а официално е уволнен на 16 януари 1945 г. Провъзгласен е за нацистки режисьор. През февруари е затворен в т.нар. „трудово-възпитателно училище“ в Дупница и е държан там, без никакво обвинение, до края на годината. През това време семейството му е изселено от София в Пловдивско, а в апартамента му на ул. „Врабча“ 11 е настанен съветски генерал с придружители; безценен и непубликуван ръкопис на Шилер, закупен от Цанков в Германия и изложен на видно място, е изгорен в камината.
Застъпничеството на Стефан Македонски води до освобождаването на Хрисан Цанков и допускането му до работа в Габровския драматичен театър като режисьор (1945 – 1948) г., където е пенсиониран. Отново със застъпничеството на Стефан Македонски той е взет в Държавния музикален театър, като идеологически по-безвреден, и от 1949 до 1958 г. е главен режисьор. Една от постановките му по Парашкев Хаджиев отново е обявена за „вредителска“ и забранена. Последната му постановка е през 1957 г. – „Бокачо“ от Супе. Занимава се с театрална критика, кинорежисьорство, писане на драматизации и превежда пиеси. Умира на 10 декември 1971 г. в София.

## Постановки
Хрисан Цанков е режисьор на множество театрални, оперни и оперетни постановки и детски спектакли.

### Театрални постановки
- „Венецианският търговец“ на Уилям Шекспир
- „Дон Карлос“ на Фридрих Шилер
- „Ветрилото на лейди Уиндърмиър“ на Оскар Уайлд
- „Д-р“ на Бранислав Нушич
- „Зидари“ на Петко Тодоров
- „Хъшове“ на Иван Вазов
- „Свекърва“ на Антон Страшимиров
- „Когато гръм удари“ на Пейо Яворов
- „Бащи и синове“ на Владимир Полянов

### Оперни и оперетни постановки
- „Нестинарка“ на Марин Големинов
- „Трите девойки“ на Шуберт
- „Айка“ на Парашкев Хаджиев